# Obciążenie zewnętrzne
Obciążenie zewnętrzne, siła zewnętrzna – działa z zewnątrz (ze strony otoczenia) na pewien wyodrębniony układ fizyczny (ciał, konstrukcji), stanowiący spójną całość o określonym wnętrzu. Wnętrzem na przykład układu konstrukcyjnego jest cała przestrzeń jaką zajmuje materiał jego poszczególnych elementów składowych. W budownictwie typowymi obciążeniami zewnętrznymi są na przykład: obciążenia użytkowe konstrukcji, parcie wiatru, cieczy i gruntu, ciężar śniegu itp. Obciążenia zewnętrzne mogą się składać z sił i momentów skupionych albo z różnego rodzaju obciążeń rozłożonych. W odróżnieniu od ciężarów własnych konstrukcji, obciążenia zewnętrzne działają tylko na ich powierzchnie. Do obciążeń zewnętrznych zalicza się również oddziaływania termiczne działające na całe wnętrze konstrukcji.